# Myotis thysanodes
Espèce
Statut de conservation UICN

 LC  : Préoccupation mineure
Myotis thysanodes ou Vespertilion à queue frangée est une espèce de mammifères chiroptères (chauves-souris) de la famille des Vespertilionidae.

Carte de répartition